# 田嶋幸三
田嶋 幸三（たしま こうぞう、1957年11月21日 - ）は、熊本県出身の元サッカー選手、元サッカー日本代表。サッカー指導者。第14代日本サッカー協会会長（JFA初の会長選挙で当選）及びアジアサッカー連盟（AFC）理事。JFAアカデミー福島初代スクールマスター。

## 人物
若年層の育成システム構築に深く関わり、著書も多い。
内科医で、FIFA医学委員会委員・JFA医学委員会委員・オリンピック日本選手団スポーツドクターを務めた土肥美智子は妻。プロサッカー選手の田嶋凜太郎は息子。熊本県天草郡苓北町長を務めた田嶋章二は実兄で、甥（夫人の姉の息子）にプロサッカー選手の日髙慶太がいる。

## 経歴
現役時代のポジションはフォワードであった。4人兄妹の末っ子として熊本県天草郡苓北町で生まれ、東京都世田谷区で育ち、世田谷区立用賀小学校、世田谷区立用賀中学校を卒業。用賀中3年時には関東大会で優勝している。また、その年に全国大会を制覇した浦和市立大原中学校にも練習試合で3-0と圧勝している。その後、浦和南高校に越境通学。同校3年時にキャプテンとして高校選手権優勝。しかし当時はまだアマチュアであった日本サッカー界に魅力を感じず、教員になるため筑波大学に入学した。大学4年の時には、日韓戦の前座試合で大学選抜の日韓戦に出場した。そこで、当時の日本代表監督・下村幸男の目にとまり日本代表に選出される。日本代表国際Aマッチでは7試合に出場し、1得点をあげた。大学卒業後、日本サッカーリーグの古河電気工業サッカー部（現ジェフユナイテッド千葉）に所属。同期には岡田武史、吉田弘、加藤好男らがいる。しかし、全日本代表の監督が渡辺正に変わると代表から落選した。そして、サッカーへのモチベーションも下降気味となった古河での3年目には、大学院に通いながらプレーした。この年の、JSL1982年シーズンを最後に退社し、選手としても引退した。その後は、西ドイツ（当時）に留学してサッカー指導者への道を歩み始めた。
1983年から1986年までの2年半、西ドイツのケルン体育大学に留学しB級コーチライセンスを取得。のち筑波大学大学院と同大学サッカー部コーチを経て、1988年に立教大学講師、1990年-1995年同大学助教授。また同大学サッカー部コーチ。1996年から筑波大学客員助教授として、S級指導者養成にかかわる。
その一方、1993年から1996年には日本サッカー協会強化委員会委員に、また、1994年からは副委員長に就任して強化プログラム策定に従事した。その後、1996年から指導委員会委員、1998年からは技術委員会副委員長と強化担当ポストを歴任。
1999年にはU-15日本代表監督に就任した。U-17世界大会に出場を果たすもグループリーグ敗退に終わった。その後U-19日本代表の指揮をとったが、技術委員長へ昇進したことから大熊清に後を任せて退任した。
2006年からは日本サッカー協会専務理事に就任するも、それにともなって技術委員長を退任した。2010年1月、日本サッカー協会は小倉純二副会長が務めている国際サッカー連盟(FIFA)理事やアジアサッカー連盟(AFC)理事などの国際業務を段階的に田嶋へ引き継がせる事を理事会で決定し、AFC理事やFIFA理事の選挙に備えた。
2010年7月に小倉が新会長へ就任すると田嶋は専務理事との兼任で副会長に就任した。なお2012年6月の改選では副会長に留任する一方で、兼務していた専務理事は退任している。
2011年1月6日アジアサッカー連盟(AFC)総会がカタールで行われ、FIFA理事選挙では田嶋が落選し日本は2002年以来守ってきたFIFA理事のポストを失った が、アジアサッカー連盟(AFC)理事には選ばれた。
2013年6月、公益財団法人日本オリンピック委員会常務理事に就任。
2015年4月、バーレーン・マナマで開催されたアジア・サッカー連盟（AFC）総会にて国際サッカー連盟（FIFA）理事選挙に立候補、当選。FIFA日本人理事は歴代で4人目。
2013年、FIFA総会で傘下の全211協会（2018年時点）がFIFAの定めた「標準規約」（会長選挙を必ず実施する等の内容）に準拠した規約制定を義務づけられたため、JFAは、規定を改正し、2015年3月29日に施行した。
2015年12月1日にJFA初のJFA会長選挙が始まり、立候補受付を開始した。「育成の重要性が柱」とするJFA副会長の田嶋と「日本代表強化が柱」とする専務理事の原博実の2人が立候補した。2016年1月31日臨時評議員会に行われ、過半数を得た田嶋が、原博実を破り当選。3月27日のJFA理事会を経て正式に第14代JFA会長となった。
同年2月、自分と会長の座を争った原博実を二階級降格。翌3月、原と共に当時日本代表監督だったヴァイッド・ハリルホジッチ氏の招聘に尽力した霜田正浩技術委員長を降格、西野朗を新技術委員長として任命する等の人事再編を行う。
同年3月、東アジアサッカー連盟会長の就任が決まる。
2018年3月24日、JFA会長に再任。同年4月7日、会長の専権事項としてヴァイッド・ハリルホジッチ日本代表監督の契約解除を決断する。
2020年3月17日、新型コロナウイルスに感染していることが発覚する。日本の著名人では初のコロナ感染者となった。前日のJOCの常任理事会は欠席していたという。東京都内の病院に入院していたが、順調に回復し、4月2日に退院。また、入院期間中の3月29日にJFA会長に再任された。
2020年、藍綬褒章受章。
2023年10月、東アジアサッカー連盟会長に選出された。
2024年3月、JFA会長を退任。
同年5月1日、さいたま市文化賞を受賞。

## 所属クラブ
- 浦和南高校
- 筑波大学
- 1980年 - 1982年 古河電工

## 個人成績
| 国内大会個人成績 | 国内大会個人成績 | 国内大会個人成績 | 国内大会個人成績 | 国内大会個人成績 | 国内大会個人成績 | 国内大会個人成績 | 国内大会個人成績 | 国内大会個人成績 | 国内大会個人成績 | 国内大会個人成績 | 国内大会個人成績 |
| 年度             | クラブ           | 背番号           | リーグ           | リーグ戦         | リーグ戦         | リーグ杯         | リーグ杯         | オープン杯       | オープン杯       | 期間通算         | 期間通算         |
| 年度             | クラブ           | 背番号           | リーグ           | 出場             | 得点             | 出場             | 得点             | 出場             | 得点             | 出場             | 得点             |
| 日本             | 日本             | 日本             | 日本             | リーグ戦         | リーグ戦         | JSL杯            | JSL杯            | 天皇杯           | 天皇杯           | 期間通算         | 期間通算         |
| ---------------- | ---------------- | ---------------- | ---------------- | ---------------- | ---------------- | ---------------- | ---------------- | ---------------- | ---------------- | ---------------- | ---------------- |
| 1980             | 古河             | 19               | JSL1部           | 14               | 4                | 0                | 0                | 3                | 0                | 17               | 4                |
| 1981             | 古河             | 19               | JSL1部           | 14               | 1                | 0                | 0                | 2                | 1                | 16               | 2                |
| 1982             | 古河             | 19               | JSL1部           | 11               | 1                | 2                | 0                | 0                | 0                | 13               | 1                |
| 通算             | 日本             | 日本             | JSL1部           | 39               | 6                | 2                | 0                | 5                | 1                | 46               | 7                |
| 総通算           | 総通算           | 総通算           | 総通算           | 39               | 6                | 2                | 0                | 5                | 1                | 46               | 7                |

## 代表歴

### 試合数
- 国際Aマッチ 7試合 1得点(1979-1980)

| 日本代表 | 国際Aマッチ | 国際Aマッチ | その他 | その他 | 期間通算 | 期間通算 |
| 年       | 出場        | 得点        | 出場   | 得点   | 出場     | 得点     |
| -------- | ----------- | ----------- | ------ | ------ | -------- | -------- |
| 1979     | 4           | 0           | 1      | 0      | 5        | 0        |
| 1980     | 3           | 1           | 4      | 0      | 7        | 1        |
| 通算     | 7           | 1           | 5      | 0      | 12       | 1        |

### 出場
| No. | 開催日         | 開催都市         | スタジアム | 対戦相手       | 結果 | 監督     | 大会                 |
| --- | -------------- | ---------------- | ---------- | -------------- | ---- | -------- | -------------------- |
| 1.  | 1979年06月27日 | クアラルンプール |            | マレーシア     | △1-1 | 下村幸男 | ムルデカ大会         |
| 2.  | 1979年07月01日 | クアラルンプール |            | ビルマ         | ○1-0 | 下村幸男 | ムルデカ大会         |
| 3.  | 1979年07月11日 | クアラルンプール |            | インドネシア   | △0-0 | 下村幸男 | ムルデカ大会         |
| 4.  | 1979年07月13日 | クアラルンプール |            | シンガポール   | ○3-1 | 下村幸男 | ムルデカ大会         |
| 5.  | 1980年06月09日 | 広州             |            | 香港           | ○3-1 | 渡辺正   | 広州国際サッカー大会 |
| 6.  | 1980年06月11日 | 広州             |            | 中華人民共和国 | ●0-1 | 渡辺正   | 広州国際サッカー大会 |
| 7.  | 1980年06月18日 | 広州             |            | 香港           | ○2-0 | 渡辺正   | 広州国際サッカー大会 |

### 得点数
| # | 開催日         | 開催地 | 会場 | 相手 | 結果 | 大会                 |
| - | -------------- | ------ | ---- | ---- | ---- | -------------------- |
| 1 | 1980年06月09日 | 広州   |      | 香港 | ○3-1 | 広州国際サッカー大会 |

## 強化策
彼の強化策によりユース各年代は共通した「約束事」を与え一貫した指導を行っている。